# Nudaria alpina
Nudaria alpina är en fjärilsart som beskrevs av Uffeln 1912. Nudaria alpina ingår i släktet Nudaria och familjen björnspinnare. Inga underarter finns listade i Catalogue of Life.